# Gedern
Gedern – miasto w Niemczech, w kraju związkowym Hesja, w rejencji Darmstadt, w powiecie Wetterau.
Zajmuje powierzchnię 75,24 km². Zamieszkiwane jest przez 7450 mieszkańców (dane z 30 czerwca 2015). Składa się z sześciu dzielnic: Gedern, Mittel Seemen, Nieder Seemen, Ober Seemen, Steinberg i Wenings. Leży w Górnej Hesji, na skraju gór Vogelsberg.
Prawa miejskie otrzymało w roku 1356 od cesarza Karola IV. Po kongresie wiedeńskim znalazło się w granicach Hesji-Darmstadt. W ciągu ostatnich 200 lat kilkukrotnie zmieniała przynależność do różnych powiatów. W mieście znajduje się zamek z XIV wieku, w którym zorganizowano muzeum historyczne (Kulturhistorisches Museum).

## Współpraca
Miejscowości partnerskie:
- Columbia, Stany Zjednoczone
- Nucourt, Francja (dzielnica Wenings)
- Polanów, Polska